# Cupid's Round Up
Cupid's Round Up is een Amerikaanse western uit 1918. De stomme film is verloren gegaan. Oorspronkelijk had schrijver George Scarborough het verhaal Cupid's Checkerboard genoemd. Dit was een van de eerste films van Tom Mix bij Fox Film Corporation.

## Verhaal
De twee goede vrienden James Kelly (Edwin B. Tilton) en Tom Baldwin hebben besloten dat hun beide kinderen, Larry (Tom Mix) en Helen (Wanda Hawley), met elkaar zouden moeten trouwen. Maar in de maand voor de bruiloft valt Larry, die van plan is eerst nog een korte romance te hebben meegemaakt, voor een vrouw die hij ziet in een trein. Niet wetende dat zij Helen is, neemt hij een baan op een ranch vlakbij die van haar. Zij doet zich op haar beurt voor als dienstmeisje om zo erachter te komen wat het karakter van haar verloofde is. Larry weet een aantal veedieven te ontmaskeren, maar wordt zelf beschuldigd van moord. Hij vlucht op zijn paard, die een trein inhaalt. Als Larry door het raam van de trein springt, staat hij oog in oog met zijn toekomstige vrouw.

## Rolverdeling
| Acteur             | Personage     |
| ------------------ | ------------- |
| Tom Mix            | Larry Kelly   |
| Wanda Hawley       | Helen Baldwin |
| Edwin B. Tilton    | James Kelly   |
| Roy Watson         | Buckland      |
| Verna Mersereau    | Peggy Blair   |
| Alfred Paget       | Jim Cocksey   |
| Frederick R. Clark | McGinnis      |
| Eugenie Forde      | The Red Bird  |